# Samsung Galaxy Tab 2
Il Galaxy Tab 2 è una linea di Tablet della casa coreana Samsung, facente parte della serie Samsung Galaxy, immesso nel mercato italiano nel giugno 2012, in quattro versioni dalle diverse caratteristiche tecniche.
Essi appartengono alla seconda generazione della serie Samsung Galaxy Tab e montano di base, come sistema operativo, Android in versione 4.0.3 (Ice Cream Sandwich).

## Versioni

### Versioni principali
In Italia e in altri paesi è disponibile in quattro versioni:
- Samsung GT-P5110: modello con schermo da 10.1" dotato di connettività Wi-Fi;
- Samsung GT-P5100: modello con schermo da 10.1" dotato di connettività 3G + Wi-Fi;
- Samsung GT-P3110: modello con schermo da 7.0" dotato di connettività Wi-Fi;
- Samsung GT-P3100: modello con schermo da 7.0" dotato di connettività 3G + Wi-Fi.

### Versioni per particolari paesi
Per gli Stati Uniti sono disponibili delle varianti del GT-P5110 e del GT-P3110:
- Samsung GT-P5113: modello con schermo da 10.1" dotato di connettività Wi-Fi;
- Samsung GT-P3113: modello con schermo da 7.0" dotato di connettività Wi-Fi.

Per la Thailandia è disponibile una variante del GT-P3100:
- Samsung GT-P3100P: modello con schermo da 7.0" dotato di connettività 3G + Wi-Fi;

Per la Turchia è disponibile una variante del GT-P3100:
- Samsung GT-P3105: modello con schermo da 7.0" dotato di connettività 3G + Wi-Fi;

Per la Cina è disponibile una variante del GT-P3100:
- Samsung GT-P3108: modello con schermo da 7.0" dotato di connettività 3G + Wi-Fi;

### Versione Student Edition
Il 23 luglio 2013 è stata annunciata una speciale versione denominata Student Edition per il Galaxy Tab 2 10.1. Questa versione per studenti include una dock station, per mantenere il tablet in posizione verticale, e una tastiera bluetooth. Il prodotto è disponibile solo per gli Stati Uniti.

## Caratteristiche tecniche principali
La serie Galaxy Tab 2 monta l'interfaccia utente proprietaria Samsung, denominata TouchWiz Nature UX. Il processore utilizzato per tutte e quattro le versioni è un dual core da 1.0 GHz (ARM Cortex A9 per le versioni da 10.1", TI OMAP 4430 per le versioni da 7.0") al quale è abbinato 1 GB di RAM. La memoria integrata è di 8 GB per i modelli da 7.0" mentre raggiunge i 16 GB per le varianti da 10.1".
Lo schermo è di tipo LCD con risoluzione di 1024 x 600 pixels per il modello da 7.0" (170 dpi), mentre di 1280 x 800 pixels per il 10.1" (149 dpi).
Entrambi i dispositivi supportano la compatibilità con schede di memoria microSD e microSDHC fino a 32GB. Entrambi sono dotati di schermo Corning Gorilla Glass, di Wi-Fi 802.11 b/g/n e Bluetooth 3.0, nonché della tecnologia DLNA per la condivisione di contenuti su altri dispositivi, ma non supportano le tecnologie NFC e HDMI. La versione da 7.0" è dotato di una batteria da 4000 mAh mentre la versione da 10.1" è di 7000 mAh: in entrambi i casi, essa non è rimovibile.

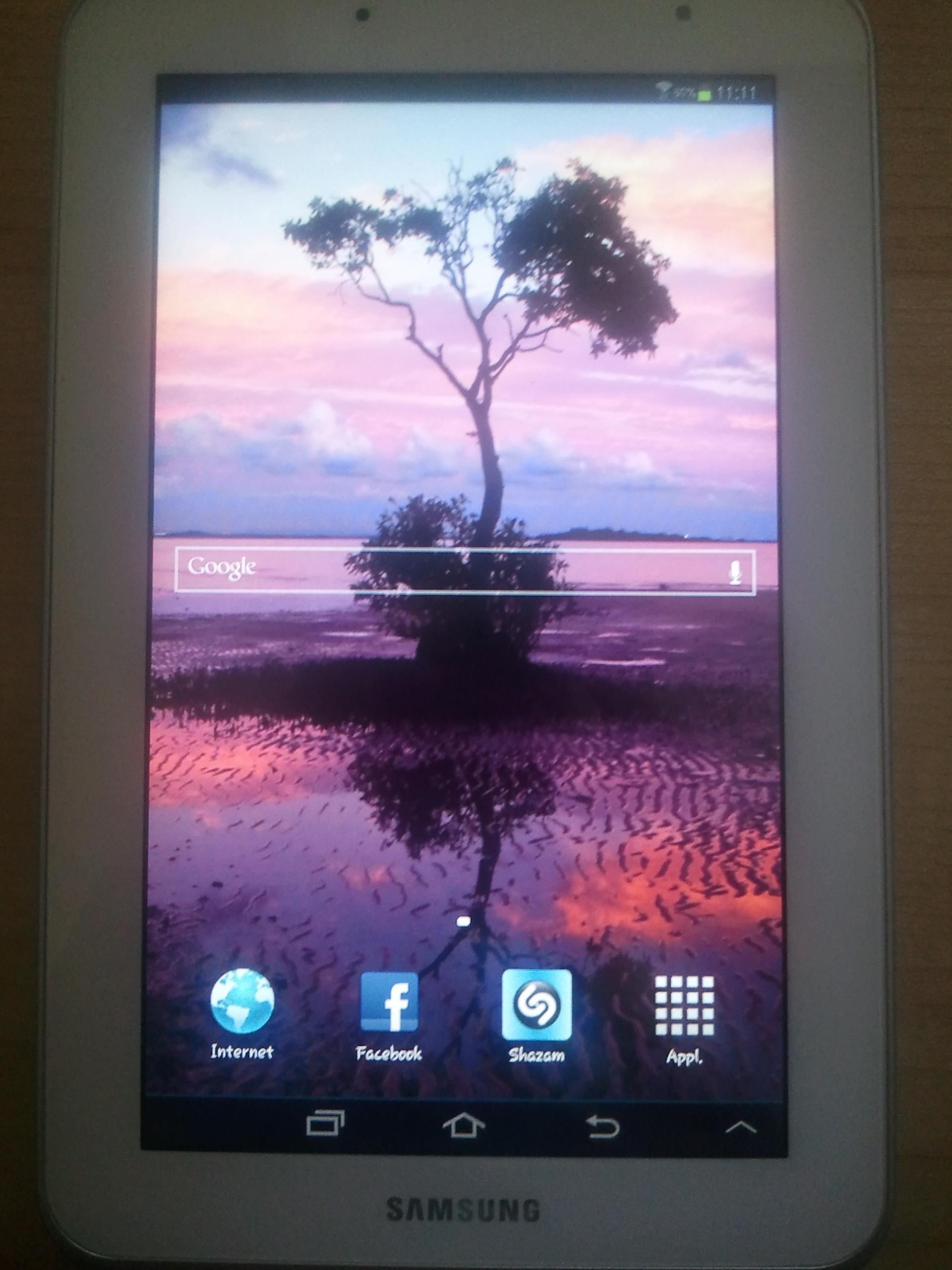
Un Galaxy Tab 2 7.0" Wi-Fi con Android 4.1.2

Tutte le versioni dispongono della tipologia di ingresso USB proprietario della Samsung.

### Novità introdotte con Android Jelly Bean 4.1.2 e 4.2.2[2]
La nuova versione del software, introduce numerose novità tra cui:
- Rinnovata la barra di navigazione: adesso la posizione dei comandi alla base dello schermo (multi tasking, home e return) è centrata, come in tutti gli smartphone, e non più posta a sinistra (il pulsante return è ora a destra mentre il multi tasking è ora a sinistra). Premendo il tasto home, compare il logo di Google e trascinando il dito su di esso si aprirà Google Now; è stato tolto il 4° tasto personalizzabile (che di default era impostato con lo screenshot) mentre il tasto per richiamere le applicazioni Samsung che si possono aprire sopra le altre è stato spostato dal centro al lato destro dove c'era l'orario;
- Rinnovata la barra di stato: il menu delle notifiche adesso è posto nella parte superiore dello schermo e per aprirlo è necessario farlo scorrere dall'alto verso il basso, come per tutti gli smartphone (prima era in basso a destra); i toggle che gestiscono le varie impostazioni del tablet sono adesso più grandi e si estendono per tutta la lunghezza del tablet; lanciando applicazioni a tutto schermo (fullscreen) la barra scompare e può essere richiamata con una gesture (uno swipe verso il basso);
- Aggiunta la possibilità di inserire widget nella schermata di blocco (lock screen) e la percentuale della carica della batteria nella barra di stato;
- Maggiore fluidità nella navigazione tra le schermate e maggior velocità in generale del S.O.;
- Nuovi effetti sonori durante il touch dello schermo e nuovi caratteri disponibili;
- Nuova modalità standby intelligente: se il dispositivo non rileva, attraverso la fotocamera anteriore, che lo si sta usando, esso entra nella citata modalità spegnendo lo schermo;
- Nuova icona Appl. per andare nel drawer (menu delle applicazioni) in basso a destra (prima era in alto a destra);
- Nuove applicazioni fornite da Samsung tra cui: BuonAPPetito, LunAPPark, Paper Artist, Group Play e Guida, oltre alle già presenti Samsung Apps, Game Hub, Music Hub, Video Hub, Readers Hub, Chat On, Samsung Link.

## Aggiornamenti ufficiali del sistema operativo

### (GT-P5110) Versione da 10.1" Wi-Fi
- Aggiornamento ad Android Ice Cream Sandwich 4.0.4 No Brand (1º marzo 2013)
- Aggiornamento ad Android Jelly Bean 4.2.2 No Brand (15 novembre 2013)[3]

Ad oggi non è stato distribuito nessun aggiornamento da parte di Samsung Italia alle versioni di Android 4.3 Jelly Bean e 4.4 KitKat.
Molte lamentele sono state effettuate dai clienti italiani, su internet, sui forum dedicati ad Android e sulle pagine Facebook di Samsung Mobile Italia, circa i ritardi degli aggiornamenti del sistema operativo Android a Jelly Bean per questo modello (GT-P5110) annunciati il 16 ottobre 2012, e distribuiti a inizio 2013 in quasi tutti i mercati Europei e non, ad eccezione dell'Italia.

### (GT-P5100) Versione da 10.1" 3G + Wi-Fi
- Aggiornamento ad Android Ice Cream Sandwich 4.0.4 Brand Vodafone
- Aggiornamento ad Android Jelly Bean 4.1.1 Brand Vodafone (18 gennaio 2013)[7][8]
- Aggiornamento ad Android Jelly Bean 4.1.2 Brand Vodafone (29 maggio 2013)
- Aggiornamento ad Android Jelly Bean 4.2.2 No Brand (15 novembre 2013)[3]
- Aggiornamento ad Android Jelly Bean 4.2.2 Brand Vodafone (27 novembre 2013)[9]

Ad oggi non è stato distribuito nessun aggiornamento da parte di Samsung Italia, ne di altri operatori telefonici italiani, alle versioni di Android 4.3 Jelly Bean e 4.4 KitKat.
Anche per questo modello (GT-P5100), sono state molte le lamentele riguardanti la mancanza e i ritardi degli aggiornamenti del sistema operativo Android a Jelly Bean rivolte a Samsung Italia.

### (GT-P3110) Versione da 7.0" Wi-Fi
- Aggiornamento ad Android Jelly Bean 4.1.2 No Brand (20 marzo 2013)[10]

Ad oggi non è stato distribuito nessun aggiornamento da parte di Samsung Italia alle versioni di Android 4.2 o 4.3 Jelly Bean e 4.4 KitKat.
Anche per questo modello (GT-P3110), sono state molte le lamentele riguardanti la mancanza e i ritardi degli aggiornamenti del sistema operativo Android a Jelly Bean rivolte a Samsung Italia.

### (GT-P3100) Versione da 7.0" 3G + Wi-Fi
- Aggiornamento ad Android Ice Cream Sandwich 4.0.4 Brand Vodafone[11]
- Aggiornamento ad Android Jelly Bean 4.1.1 Brand Vodafone[11]
- Aggiornamento ad Android Jelly Bean 4.1.2 No Brand (20 marzo 2013)[10][12]
- Aggiornamento ad Android Jelly Bean 4.1.2 Brand Vodafone (3 aprile 2013)[13]
- Aggiornamento ad Android Jelly Bean 4.1.2 Brand TIM (3 luglio 2013)[14][15]
- Aggiornamento ad Android Jelly Bean 4.2.2 Brand Vodafone (8 ottobre 2013)[16]. Questo aggiornamento risulta essere affetto da un bug. Dopo l'update il tablet non funziona più correttamente e continua a riavviarsi[17].
- Aggiornamento ad Android Jelly Bean 4.2.2 Brand Vodafone (11 novembre 2013)[18]

Ad oggi non è stato pubblicato nessun aggiornamento da parte di Samsung Italia, ne di altri operatori telefonici italiani, alle versioni di Android 4.3 Jelly Bean e 4.4 KitKat.
Anche per questo modello (GT-P3100), sono state molte le lamentele riguardanti la mancanza e i ritardi degli aggiornamenti del sistema operativo Android a Jelly Bean rivolte a Samsung Italia.

## Successori
Il 29 aprile 2013 Samsung ha annunciato l'uscita della nuova famiglia di tablet, i Samsung Galaxy Tab 3, nei mesi di maggio e giugno 2013, per i soli modelli da 7" (rispettivamente Wi-Fi e 3G + Wi-Fi).
Il 7 maggio 2013, è stata invece annunciata l'uscita, nei mesi di giugno e luglio 2013, dei modelli da 10.1" e dei nuovi modelli da 8" (entrambi nelle versioni Wi-Fi e 3G + Wi-Fi).